# Stárkov
Stárkov (en allemand : Starkstadt) est une ville du district de Náchod, dans la région de Hradec Králové, en Tchéquie. Sa population s'élevait à 645 habitants en 2022.

## Géographie
Stárkov se trouve à 6 km à l'ouest de Police nad Metují, à 14 km au nord de Náchod, à 44 km au nord-est de Hradec Králové et à 133 km à l'est-nord-est de Prague.
La commune est limitée par Jívka au nord-ouest, par Česká Metuje au nord-est, par Velké Petrovice à l'ouest, par Hronov et Červený Kostelec au sud, et par Rtyně v Podkrkonoší à l'ouest.

## Histoire
La première mention écrite de la localité date de 1250. Starkov a le statut de ville depuis le 23 janvier 2007.

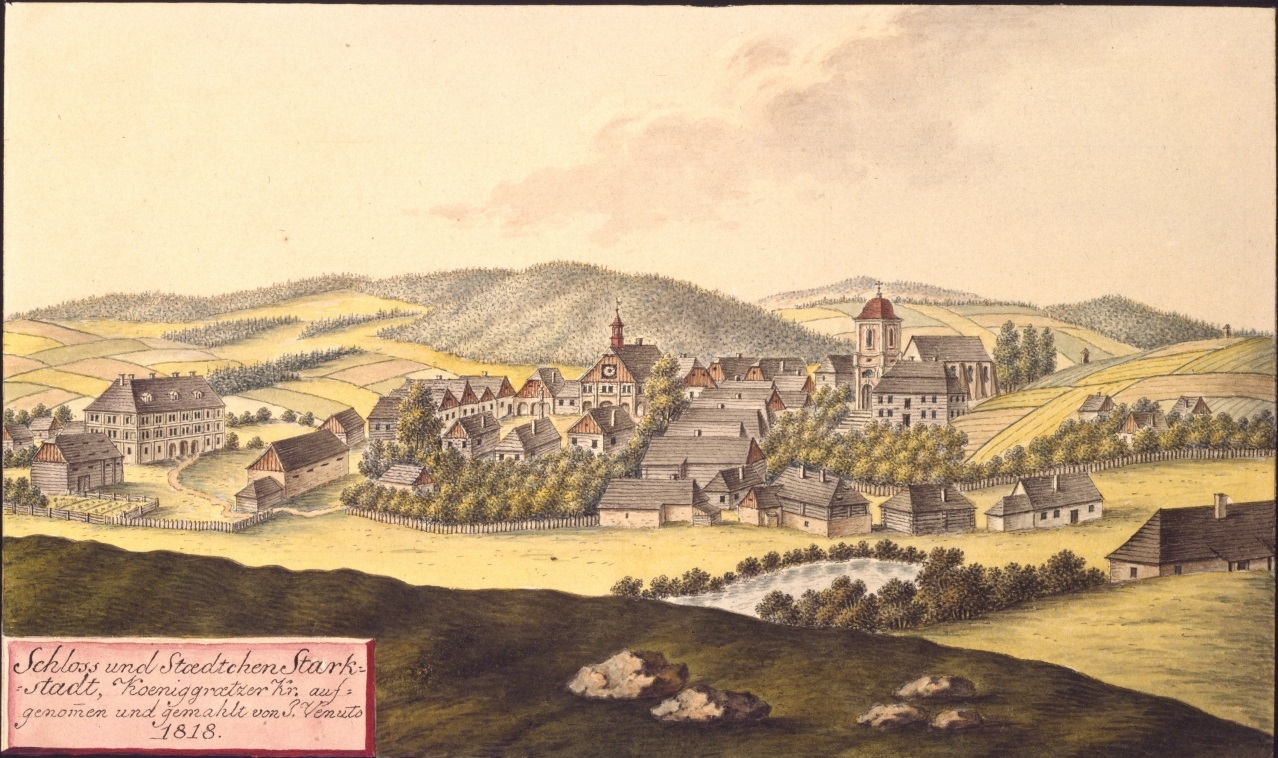
Sárkov en 1818, par Joann Venuto.

## Transports
Par la route, Stárkov se trouve à 10 km de Police nad Metují, à 17 km de Náchod, à 57 km de Hradec Králové et à 170 km de Prague. 